# Zsolt Erdélyi
Zsolt Erdélyi (ur. 9 marca 1985 w Budapeszcie) – węgierski wioślarz.

## Osiągnięcia
- Mistrzostwa Świata U-23 – Hazewinkel 2006 – czwórka podwójna – 4. miejsce[1].
- Mistrzostwa Świata U-23 – Glasgow 2007 – czwórka podwójna – 11. miejsce[1].
- Mistrzostwa Europy – Poznań 2007 – czwórka podwójna – 8. miejsce[1].